# Adolf Würthwein
Adolf Würthwein (* 31. Oktober 1911 in Seckenheim; † 7. Februar 1991 in Heidelberg) war ein evangelischer Pfarrer, Dekan und Prälat.

## Leben
Adolf Würthwein wurde in Seckenheim geboren, seine Eltern waren Emma und Ludwig Würthwein. Er hatte vier Geschwister.
Das Studium der Theologie absolvierte er an den Universitäten Heidelberg und Bonn. 1935 legte er das zweite theologische Examen ab, seine Ordination fand am 27. Oktober 1935 in Seckenheim statt. Zu Beginn seiner Studienjahre lernte er seine Kommilitonin und spätere Frau Erna (geb. Blank) kennen. Am 15. Dezember 1938 erfolgte die Trauung, aus der Ehe gingen fünf Töchter hervor.
Am 7. Februar 1991 starb Adolf Würthwein und wurde auf dem Handschuhsheimer Friedhof beigesetzt.

## Wirken
Nach der Ordination begann Würthwein seine Laufbahn als Vikar in der Konkordienkirche Mannheim und wurde zum Mannheimer Jugendpfarrer berufen.

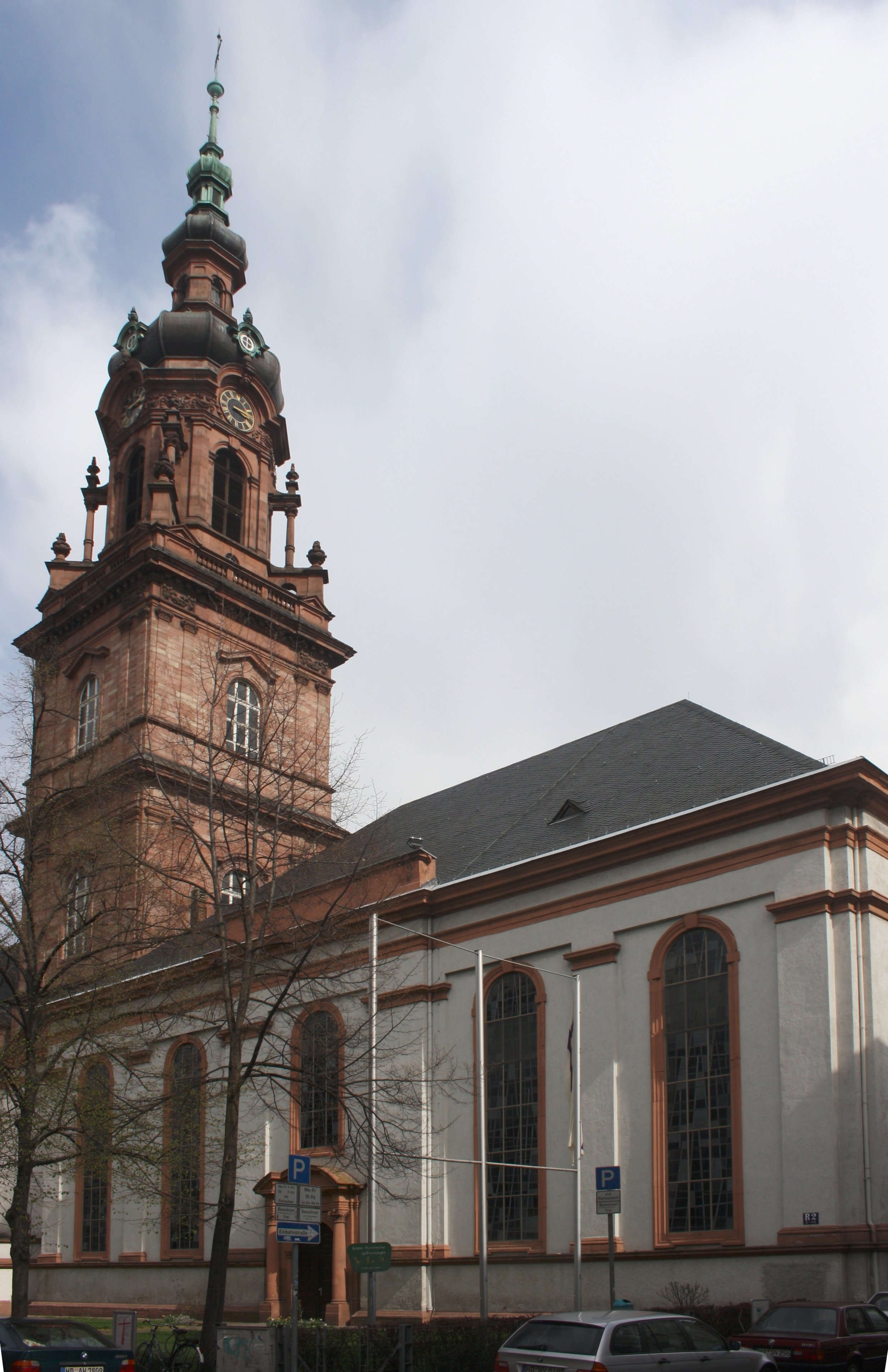
Konkordienkirche

Zwischen 1939 und 1949 wurde das Leben Würthweins durch den Zweiten Weltkrieg bestimmt. 1940 wurde er zum Kriegspfarrer a.K. ernannt. 1944 wurde ihm das Kriegsverdienstkreuz 1. Klasse mit Schwertern verliehen, danach war er als vermisst gemeldet und kehrte am 1. Dezember 1949 aus sowjetischer Kriegsgefangenschaft zurück. Er bewarb sich mehrfach um freie Pfarrstellen in Baden, im Zuge dessen wurde eine Unbedenklichkeitsbescheinigung des Kultusministeriums angefordert, in der bescheinigt wurde, dass Würthwein weder der NSDAP noch einer ihrer Gliederungen angehört habe, obwohl er zwischen 1934 und 1936 als Anwärter in der SA-Standarte 110, Heidelberg gelistet war.
1950 erfolgte seine Berufung als Pfarrer der Südpfarrei in Pforzheim, 1957 wurde er zum Dekan des Kirchenbezirks Pforzheim ernannt.
Zwischen 1962 und 1965 wirkte er an der Kaiser-Wilhelm-Gedächtniskirche in Berlin, von 1965 bis 1972 wurde er an die Ostpfarrei in Heidelberg-Neuenheim berufen und zeitgleich zum Dekan des Kirchenbezirks Heidelberg gewählt.
1972 wurde er seitens der Landeskirche zum Prälaten des Kirchenkreises Mittelbaden berufen.
Am 1. Mai 1980 trat er in den Ruhestand.

## Widerstand
Adolf Würthwein war zur Zeit des Nationalsozialismus ein Vertreter der Bekennenden Kirche. Er war Teil der sogenannten „Mannheimer Bekenntnisfront“, welche hauptsächlich durch einige Jungvikare getragen wurde, die jedoch wenig Einfluss hatten. Der Kreis der Personen, die in Mannheim Teil der Bekennenden Kirche waren, bestand neben der Kerngruppe (5 bis 6 Vikare) aus 12 bis 15 Sympathisanten.
Die Vikare schlossen sich zu einer Vikarsbruderschaft zusammen und trafen sich zu gemeinsamen Essen und Vikarskonventen. Die Treffen von Würthwein und den anderen Mitgliedern der „Vikaritas“ bestanden aus Bibel- und theologischer Arbeit. Offiziell wurden rein kirchliche, d. h. religiöse und ethische, nicht aber welt-politische Fragestellungen thematisiert. Es ging nicht darum eine Opposition gegen den Staat und dessen Politik zu bilden, sondern um innerkirchliche Bekenntnispolitik. Die „Vikaritas“ orientierte sich theologisch an der Kirchlich-Theologischen Sozietät in Württemberg.
Der Bekennermut der „Vikaritas“ zeigte sich darin, dass Namen verhafteter Geistlicher in Gottesdiensten verlesen und Schriften der Bekennenden Kirche, in den Gemeinden sowie Flugschriften, verbreitet wurden. Die Flugschriften richteten sich in erster Linie an Mitglieder des „internen BK-Vertrauenskreises“ sowie gleichdenkende Pfarrer und wurden mit Hilfe des Schneeballsystems weitergereicht. Als Jugendvikar in Mannheim war Würthwein eine zentrale Persönlichkeit dieser Aktivitäten: Er stellte die technischen Mittel des evangelischen Jugendamts zur Verfügung, um Rundschreiben, Informationen, Fürbittengebete und Verhaftetenlisten zu vervielfältigten.
Adolf Würthwein spielte eine wichtige Rolle im Erhalt der kirchlichen Jugendarbeit in Mannheim während des Dritten Reichs. Diese gestaltete sich während des Nationalsozialismus zunehmend schwieriger, weil Vereinbarungen nicht eingehalten wurden und Jugendliche bewusst von kirchlichen Aktivitäten und Veranstaltungen ferngehalten wurden. Als sich 1936 die Hitlerjugend weiter etablierte und 1938 schließlich zur Pflicht für alle Jugendlichen zwischen 10 und 18 Jahren wurde, gelang es Würthwein die Gemeindejugend als eine lose Arbeitsgemeinschaft fortzuführen. Es wurden gemeinsame Ausflüge unternommen und Gottesdienste abgehalten, wodurch der Zusammenhalt der Mitglieder, die an den bündischen Gewohnheiten festhielten, gewahrt blieb. Solche Gewohnheiten spielten im außerkirchlichen Bereich keine Rolle.
Die Aktivitäten Würthweins und der „Vikaritas“ blieben der Gestapo nicht verborgen, jedoch griff sie in Mannheim nie ein. Die Aktivitäten des Vikarskreises wurden beendet, indem 1938 mehrere Vikare, unter ihnen Würthwein, zur Wehrmacht eingezogen wurden.

## Ehrungen
Als Prälat erhielt Adolf Würthwein am 10. Mai 1980 den Verdienstorden des Landes Baden-Württemberg. Verliehen wurde der Orden auf Schloss Ludwigsburg.